# Fergalicious
«Fergalicious» ― песня американской певицы Ферги при участии will.i.am с дебютного студийного альбома Ферги The Dutchess (2006). Сингл имел коммерческий успех в США и умеренный в ряде других стран. В США он достиг второго места в чарте Billboard Hot 100 и первого места в чарте Mainstream Top 40. Сингл был сертифицирован как 4× платиновый, было продано более 3,5 миллионов цифровых загрузок. Песня стала второй самой продаваемой песней Ферги в Соединённых Штатах. В Австралии и Новой Зеландии песня достигла пика под номерами четыре и пять соответственно и получила золотые сертификации. В Европе песня достигла пика в тридцатке лучших в нескольких различных чартах по всему континенту, включая высокие позиции в Финляндии, Норвегии, Бельгии и Франции.

## История
Песня была написана will.i.am и Ферги. Она содержит семплы песен «Supersonic» и «Give It All You Got». will.i.am продюсировал песню, а также играл на басу, клавишах и ударных. Он сотрудничал с Падрайком Керином в разработке трека, в то время как Джон Хейнс редактировал его с помощью профессиональных инструментов. Сербан Генеа работал с Тимом Робертсом над сведением песни, которое проходило в студии Mixstar в Вирджиния-Бич, штат Вирджиния. A&M Records, совместно с will.i.am и Interscope Records отправили песню на радио Contemporary hit radio 23 октября 2008 года. 

## Клип
Премьера клипа состоялась на MTV 24 октября 2008 года, а также на Yahoo! Music 31 октября 2008 года. Музыкальное видео было снято в Голливуде режиссёром Фатимой Робинсон. will.i.am также появляется в видео, в котором Ферги предстает в образе Вилли Вонки на кондитерской фабрике под названием «Фергиленд». По состоянию на август 2021 года музыкальное видео было просмотрено более 218 миллионов раз на сайте YouTube.

## Трек-лист
- UK promotional CD single (2008)

1. "Fergalicious" (radio edit) – 3:46

- UK CD single (2007)

1. "Fergalicious" (radio edit) – 3:46
2. "Clumsy" (radio edit) – 3:17

- Australian CD single & Europe CD1

1. "Fergalicious" – 3:46
2. "Paradise" – 4:07

- Europe CD2

1. "Fergalicious" – 3:46
2. "Paradise" – 4:08
3. "London Bridge" (live) – 2:43
4. "Fergalicious" (music video) – 3:52

## Чарты
| Чарт(2006–2007)                       | Высшая позиция |
| ------------------------------------- | -------------- |
| Австралия (ARIA)                      | 4              |
| Австрия (Ö3 Austria Top 40)           | 34             |
| Бельгия/Фландрия (Ultratop 50)        | 11             |
| Бельгия/Валлония (Ultratop 50)        | 17             |
| Канада (Billboard Canadian Hot 100)   | 24             |
| СНГ (TopHit)                          | 34             |
| Чехия (Rádio — Top 100)               | 29             |
| Дания (Tracklisten)                   | 28             |
| Финляндия (Suomen virallinen lista)   | 3              |
| Франция (SNEP)                        | 15             |
| Германия (GfK)                        | 23             |
| Венгрия (Dance Top 40)                | 40             |
| Italy (FIMI)                          | 44             |
| Нидерланды (Single Top 100)           | 35             |
| Новая Зеландия (Recorded Music NZ)    | 5              |
| Норвегия (VG-lista)                   | 10             |
| Словакия (Rádio — Top 100)            | 14             |
| Швеция (Sverigetopplistan)            | 22             |
| Швейцария (Schweizer Hitparade)       | 29             |
| Великобритания (OCC UK Singles)       | 105            |
| США (Billboard Hot 100)               | 2              |
| США (Billboard Dance Club Songs)      | 33             |
| США (Billboard Hot R&B/Hip-Hop Songs) | 71             |
| США (Billboard Pop Airplay)           | 2              |
| США (Billboard Rhythmic)              | 6              |
| Venezuela Pop Rock (Record Report)    | 3              |

| Чарт(2007)                     | Позиция |
| ------------------------------ | ------- |
| Australia (ARIA)               | 38      |
| Belgium (Ultratop 50 Flanders) | 79      |
| Belgium (Ultratop 50 Wallonia) | 70      |
| CIS (Tophit)                   | 182     |
| US Billboard Hot 100           | 19      |

## Сертификации
| Регион | Сертификация  | Продажи    |
| --- | ------------- | ---------- |
| Австралия (ARIA) | 2× Платиновый | 140 000^   |
| Бразилия (ABPD) | Платиновый    | 60 000*    |
| Новая Зеландия (RMNZ) | Золотой       | 7500*      |
| Великобритания (BPI) | Серебряный    | 200 000    |
| США (RIAA) | 4× Платиновый | 3,572,000  |
| США (RIAA) · Mastertone | Платиновый    | 1 000 000* |
| * Данные о продажах приведены только на основе сертификации. · ^ Данные о тиражах приведены только на основе сертификации. · Данные о продажах + прослушиваниях приведены только на основе сертификации. |               |            |